# São João do Tigre
São João do Tigre är en kommun i Brasilien.   Den ligger i delstaten Paraíba, i den östra delen av landet, 1 500 km nordost om huvudstaden Brasília. Antalet invånare är 4 396.
Omgivningarna runt São João do Tigre är huvudsakligen savann. Runt São João do Tigre är det glesbefolkat, med 15 invånare per kvadratkilometer.